# Войницкие
Войницкие (пол. Wojnicki, Войнецкие) — польский дворянский род русского происхождения, герба Стремя (Стржеме), состоящий в русском подданстве.

## История рода
Предок их, Олехно Войницкий, упоминается в Волынской метрике (1528). Степан Кузьмич владел поместьем в Тверском уезде (1540). Тверской сын боярский Иван Войницкий († 1585).
Потомок родоначальника, Станислав, в конце XVI века переселился в Великое Княжество Литовское и стал писаться Невойнянец-Войницкий. Один из его потомков, Войницкий Генрих Станиславович (род. 1833), военный инженер — генерал-лейтенант, известен как изобретатель новой системы отопления.
Эта отрасль рода Войницких внесена в VI часть родословной книги Минской и Виленской губерний.
Другая отрасль Войницких внесена в I часть родословной книги Ковенской губернии Российской империи.